# 오기리촌
오기리촌(일본어: 大桐村)은 일본 고치현 다카오카군에 있던 촌이다. 

## 역사
- 1889년 4월 1일 - 정촌제 시행에 의해 2촌의 구역으로 성립하였다.
- 1954년 3월 20일 - 구 오치정, 요코바타케촌과 합병해 새로운 오치정이 성립, 동일 오기리촌은 폐지되었다.

## 참고 문헌
- 角川日本地名大辞典編纂委員会,『角川日本地名大辞典 39 高知県』1983, 角川書店